# Belém de Maria
Belém de Maria är en kommun i Brasilien.   Den ligger i delstaten Pernambuco, i den östra delen av landet, 1 500 km nordost om huvudstaden Brasília. Antalet invånare är 11 349.
Omgivningarna runt Belém de Maria är en mosaik av jordbruksmark och naturlig växtlighet. Runt Belém de Maria är det ganska tätbefolkat, med 149 invånare per kvadratkilometer.